# معکوس روسیه

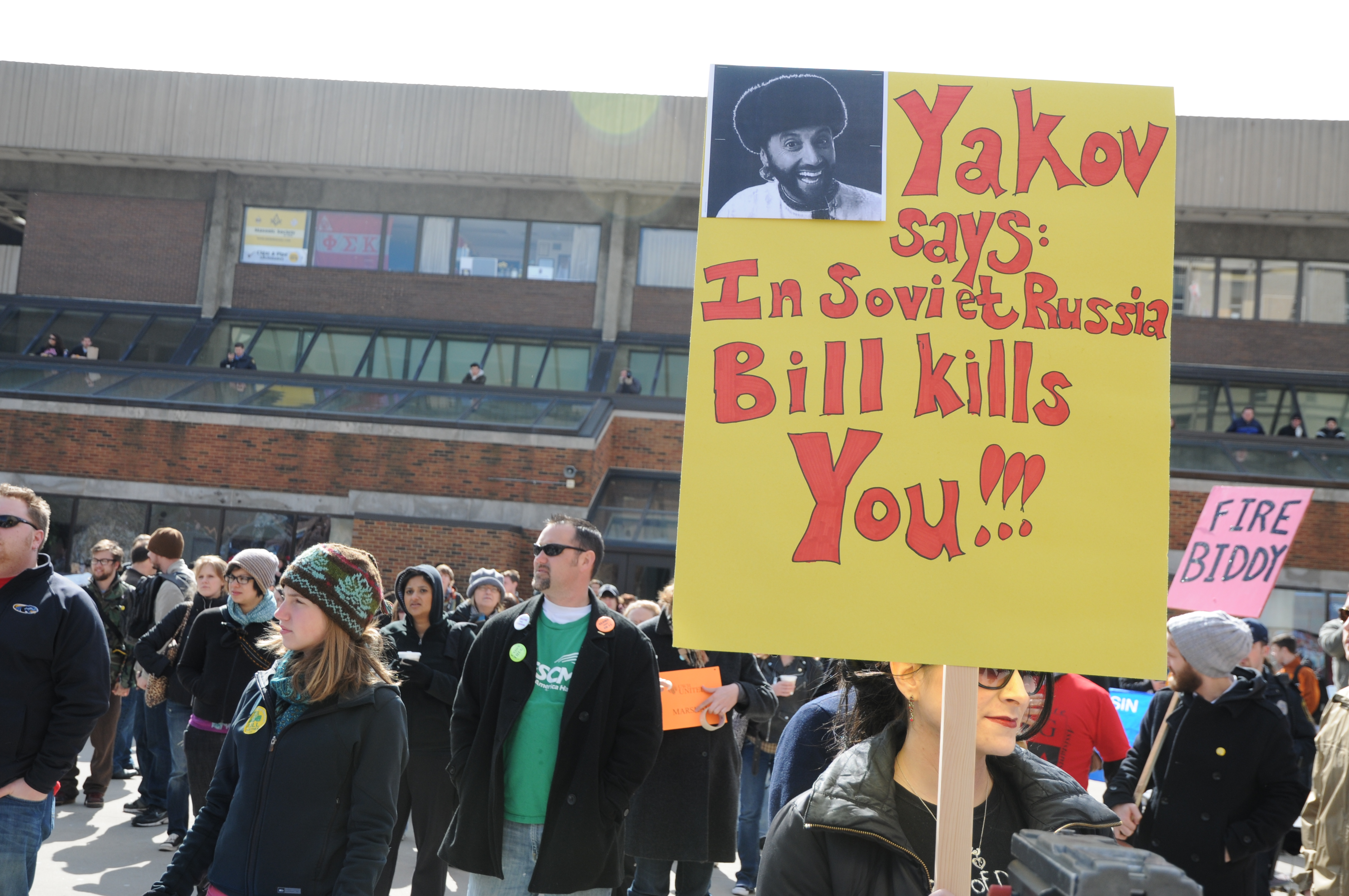
نمایی از یک‌جوک «معکوس روسیه» در تظاهرات ۲۰۱۱ ویسکانسین. پلاکارد با تیتر بزرگ «... بیل تو را می‌کشد!»، نوعی استعاره و جوک معکوس از فیلم «بیل را بکش!» است.

معکوس روسیه یک نوع از جوک است که معمولاً با عبارت «در روسیه شوروی» آغاز می‌شود و در آن موضوع و اهداف یک رویداد وارونه می‌شود.

## مثال‌ها
- در آمریکا شما برادر بزرگ را می‌بینید، در روسیه شوروی برادر بزرگ شما را می‌بیند!
- در آمریکا شما قانون را می‌شکنید، در روسیه شوروی قانون شما را می‌شکند!
- در آمریکا شما حکومت را انتخاب می‌کنید، در روسیه شوروی حکومت شما را انتخاب می‌کند!
- در آمریکا شما رهبر را می‌کشید، در روسیه شوروی رهبر شما را می‌کشد!
- در آمریکا شما بخشی از منابع انسانی هستید، در روسیه شوروی منابع انسانی بخشی از شما است!
- در آمریکا شما نزد دکتر می‌روید، در روسیه شوروی دکتر نزد شما می‌آید!
- در آمریکا شما قدرت را زیر سؤال می‌گیرید، در روسیه شوروی قدرت شما را زیر سؤال می‌گیرد!